# Martonffy Emil
Martonffy Emil (Újpest, 1904. szeptember 9. – Budapest, 1983. augusztus 20.) filmrendező, forgatókönyvíró, színházigazgató. Felesége volt Egry Mária (1914–1993) színésznő.

## Életpályája
Középiskolai tanulmányait Aradon, Déván és Budapesten végezte el. Egyetemi tanulmányait a József Nádor Műegyetem gépészmérnök szakán végezte el. Gaál Béla rendező segédrendezője lett, majd Bécsben és Berlinben volt gyakornok. 1934-ben tért haza. 1937-ben megalapította az Aurora filmgyárat. 1943-ban részt vett a Vidám Színház alapításában mint igazgató-főrendező. 1945 után a Híradó és Dokumentumfilm Gyárban a Népszerű Tudományos Stúdió munkatársa volt.
Sírja a Farkasréti temetőben található.

## Filmjei

### Filmrendezőként
- Márciusi mese (1934) (forgatókönyvíró is)
- Az okos mama (1935)
- Köszönöm, hogy elgázolt (1935)
- Pogányok (1936) (forgatókönyvíró is)
- Pillanatnyi pénzzavar (1938) (forgatókönyvíró is)
- Rozmaring (1938)
- Hölgyek előnyben (1939)
- Férjet keresek (1940)
- Párbaj semmiért (1940)
- Pepita kabát (1940)
- Édes ellenfél (1941)
- Csákó és kalap (1941)
- Behajtani tilos! (1941) (forgatókönyvíró is)
- Szabotázs (1942)
- Szakítani nehéz dolog (1942)
- Egy bolond százat csinál (1942) (forgatókönyvíró is)
- Nemes Rózsa (1943) (forgatókönyvíró is)
- Családunk szégyene (1943)
- Egér a palotában (1943) (forgatókönyvíró is)
- Kerek Ferkó (1943) (forgatókönyvíró is)
- Makrancos hölgy (1943) (forgatókönyvíró is)
- Harmatos rózsaszál (1943)
- Szerelmes szívek (1944)
- Egy pofon, egy csók (1944)
- A színház szerelmese (1944)
- Palás Toni (1954)
- Füstbement milliók (1959)
- Tűz és ember (1968)
- 20 éves az ERDÉRT (1971)

### Forgatókönyvíróként
- Csak egy kislány van a világon (1930)
- Péntek Rézi (1938)